# Parornix traugotti
Parornix traugotti is een vlinder uit de familie mineermotten (Gracillariidae). De wetenschappelijke naam is voor het eerst geldig gepubliceerd in 1976 door Svensson.
De soort komt voor in Europa.